# Filip Krušlin
Filip Krušlin (Zagabria, 18 marzo 1989) è un cestista croato, che gioca come guardia.

## Carriera

### Club

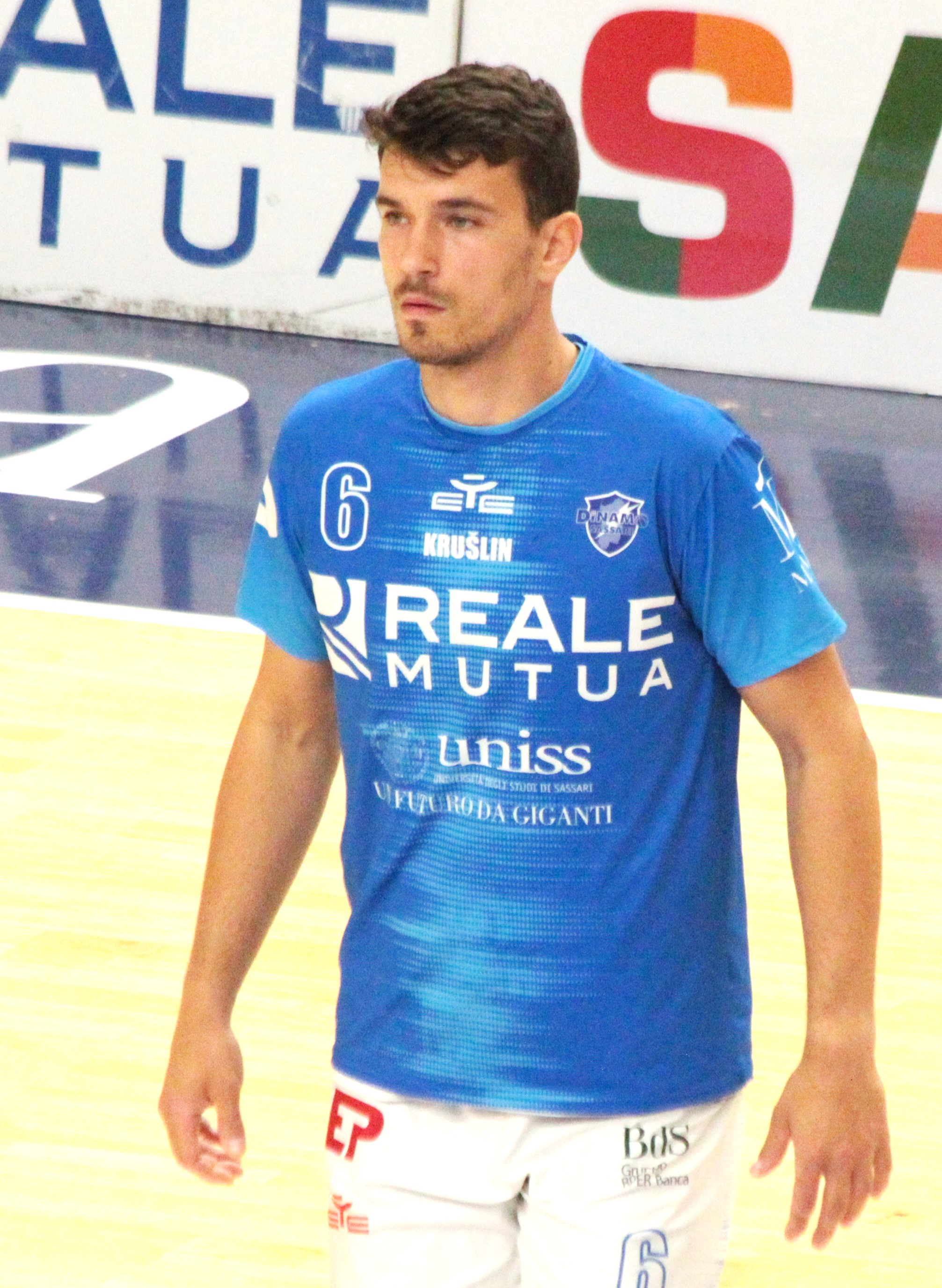
Kruslin a Sassari nel 2023

Nato a Zagabria, in Croazia, cresce cestisticamente nel Cibona Zagabria. Nella stagione 2007-08 della Lega Adriatica debutta in prima squadra da professionista, esordendo anche in Eurolega, mentre l'anno successivo viene mandato in prestito in un altro club di Zagabria, il Dubrava. Chiusa l'esperienza con il Cibona, dopo lo stop di un anno per infortunio, nel 2010 riparte dal Dubrovnik, dove chiude con una media di quasi 15 punti a partita. Si trasferisce a Sarajevo, in Bosnia e Herzegovina in maglia Bosna Royal e successivamente rientra in Croazia, al Spalato, con cui disputa la ABA Liga e il campionato croato. Nel 2014 ritorna nel club che lo ha lanciato, il Cibona Zagabria: nelle due stagioni in maglia biancoblu gioca nel campionato croato e nella Lega Adriatica, vincendo due titoli nazionali consecutivi.
Nel 2016, dopo le Olimpiadi di Rio de Janeiro, approda al Cedevita Junior di coach Veljko Mršić e assistente allenatore Gianmarco Pozzecco e centra un filotto di vittorie compiendo il triplete nazionale (campionato croato, Coppa di Croazia e Supercoppa) oltre a raggiungere la finale di ABA Liga e le Top 16 di Eurocup. Dopo tre stagioni al Cedevita, con cui ha conquistato in totale due titoli nazionali, tre coppe nazionali e una ABA Liga, nel 2019 passa al Cedevita Junior, con cui ha chiuso la stagione con 6 punti di media tra Lega Adriatica e 6,6 in Eurocup con 18 minuti medi di utilizzo.
Il 4 luglio 2020 viene ufficializzato il suo passaggio alla Dinamo Sassari, prima sua esperienza fuori dai Balcani e dove ritrova Miro Bilan e Gianmarco Pozzecco, rispettivamente compagno e assistente allenatore ai tempi del Cedevita Junior, con quest'ultimo diventato capo allenatore dei sardi. Chiude la prima stagione in Serie A con 9,1 punti, 2,0 rimbalzi 1,5 assist di media la stagione regolare e 10,8 e 1,8 rimbalzi nei play-off. Esordisce anche in Basketball Champions League dove mette a segno 10,3 punti, 2,3 rimbalzi e 1,5 assist di media in 11 gare disputate. A fine stagione, complice anche il trasferimento di Pozzecco all'Olimpia Milano, non viene confermato ma il 16 novembre 2021 ritorna a Sassari in sostituzione del deludente Anthony Clemmons.

### Nazionale
Dopo aver militato nella Croazia under 18 e nella Croazia under 20 con la quale ha disputato gli Europei di categoria nel 2008, è stato convocato con la Nazionale maggiore per le Olimpiadi di Rio nel 2016, terminate ai quarti di finale con la sconfitta contro i rivali della Serbia e successivamente ha disputato anche gli Europei 2017 finiti agli ottavi di finale con la sconfitta contro la Russia.

## Palmarès
- Campionato croato: 2

Cedevita Zagabria: 2016-17, 2017-18
- Coppa di Croazia: 3

Cedevita Zagabria: 2017, 2018, 2019
- Supercoppa di Lega Adriatica: 1

Cedevita Zagabria: 2017